# نوكيا 2730 كلاسيك
نوكيا 2730 كلاسيك (بالإنجليزية: Nokia 2730 classic)‏ هو هاتف محمول من نوكيا.

## الخصائص
- الشاشة: إل سي دي
- الوزن: 87.7 غرام
- المعالج: 231 ميجا هرتز
- الذاكرة: 1 جيجابايت
- التخزين: 30 ميجابايت